# Cortodera khatchikovi
Cortodera khatchikovi är en skalbaggsart som beskrevs av Aleksandr Sergeievich Danilevsky 2001. Cortodera khatchikovi ingår i släktet Cortodera och familjen långhorningar. Inga underarter finns listade i Catalogue of Life.